# Ferrocarril en Eslovaquia

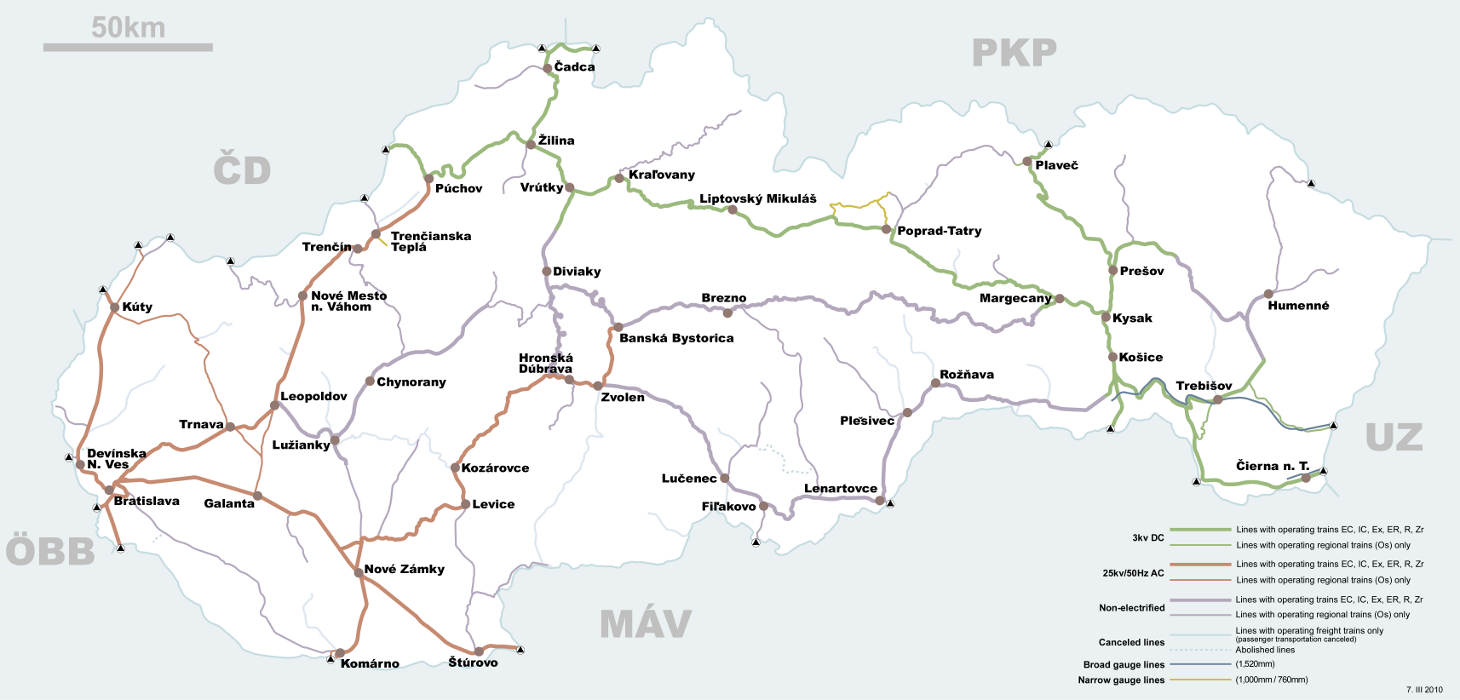
Mapa de las líneas ferroviarias de ŽSR.

El transporte ferroviario en Eslovaquia comenzó el 21 de septiembre de 1840, con la apertura de la primera línea a caballo de Bratislava a Svätý Jur (entonces en el Reino de Hungría). La primera línea de vapor, de Bratislava a Viena, se inauguró el 20 de agosto de 1848.
La moderna compañía Železnice Slovenskej republiky se creó en 1993 como sucesora de la Československé státní drahy en Eslovaquia. Hasta 1996 tuvo el monopolio formal del transporte ferroviario en el país, que siguió siendo un monopolio de facto hasta la llegada de operadores privados a la red a principios de la década de 2010. Entre los operadores privados de servicios de pasajeros se encuentra RegioJet, que opera trenes entre Praga (República Checa) y Košice, Žilina y Košice, Žilina y Bratislava y en la ruta Komárno - Dunajská Streda - Bratislava. Está previsto ganar más licitaciones en Eslovaquia.
En 2002 una ley dividió la empresa: ŽSR se quedó con el mantenimiento de la infraestructura y el transporte de pasajeros y carga se trasladó a la empresa "Železničná spoločnosť, a. s." (ZSSK). En 2005 esta nueva empresa se dividió en "Železničná spoločnosť Slovensko, a. s." (ZSSK) que presta servicios de transporte de pasajeros y "Železničná spoločnosť Cargo Slovakia, a. s." (ZSSK Cargo) que presta servicios de carga. El transporte de mercancías es operado por ZSCS y unas 30 empresas privadas.
Eslovaquia es miembro de la Unión Internacional de Ferrocarriles (UIC). El código de país UIC de Eslovaquia es el 56.

## Tráfico intermodal desde China
En 2017, un servicio de contenedores de prueba desde Dalian (China) hasta el puerto SPaP del río Danubio en Bratislava llegó a la capital eslovaca el 13 de noviembre, tras un viaje de 17 días a través de Rusia y Ucrania. Los 41 contenedores que transportaban mercancías por valor de más de 3 millones de dólares, incluidos productos electrónicos y piezas de maquinaria, se transbordaron entre los pasos fronterizos de Manzhouli/Zabaykalsk, entre China y Rusia, y en Dobrá, en la frontera entre Ucrania y Eslovaquia, donde la instalación de carga cuenta con dos grúas de pórtico y una capacidad de transbordo de hasta 200 000 contenedores al año.

## Empresas operadoras

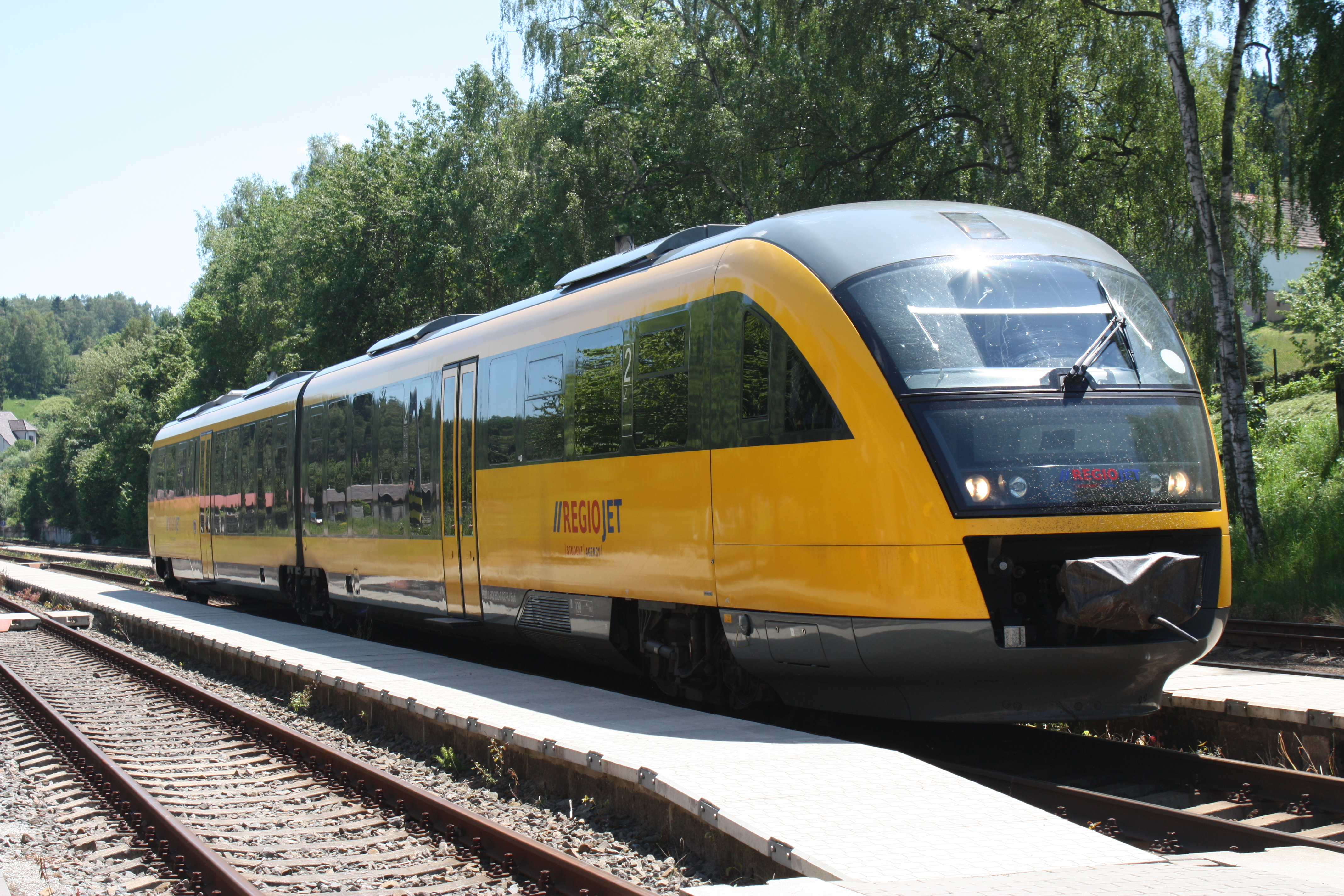
Un tren de RegioJet.

- Železnice Slovenskej republiky (ŽSR) - operador estatal de infraestructuras ferroviarias en Eslovaquia
- RegioJet - operador ferroviario privado de pasajeros
- Leo Express - operador ferroviario privado de pasajeros
- Arriva - operador ferroviario privado de pasajeros
- Ferrocarril de Čierny Hron (ČHŽ) - ferrocarril histórico de vía estrecha de 760 mm propiedad de los pueblos de las líneas de ČHŽ
- El ferrocarril histórico de Vychylovka (HLÚŽ u OKLŽ) - un ferrocarril histórico de vía estrecha de 760 mm propiedad del Museo de Kysuce
- Ferrocarril del Museo Agrícola de Nitra (NPŽ) - ferrocarril de vía estrecha de 760 mm
- Železničná spoločnosť Slovensko a. s. (ZSSK) - Operador estatal de trenes de pasajeros
- Železničná spoločnosť Cargo Slovakia a. s.(ZSSK Cargo o ZSCS) - operador estatal de trenes de mercancías

## Empresas fabricantes
- Tatravagónka - fabricante de vagones

## Estadísticas
Datos extraídos del boletín anual de ŽSR de 2006:
- Longitud total de las líneas: 3.658 km
  - Vía única: 2.639 km
  - Vía doble o más: 1.019 km (633 mi)
- Ancho de vía de 1.520 mm: 99 km
- Ancho estándar de 1.435 mm: 3.509 km
- Ancho de vía estrecho: 50 km
  - 45 km de ancho de vía de 1.000 mm; 5 km de ancho de vía de 750 mm
- Electrificado: 1.577 km (980 mi)

A 31 de diciembre de 2010:
- 75 túneles de 43.228 kilómetros
- 2321 puentes ferroviarios que miden 52,154 kilómetros
- 8529 desvíos

## Enlaces ferroviarios con países adyacentes
- Mismo calibre 1.435 mm
  - Austria - cambio de tensión 25 kV AC/15 kV AC
  - República Checa - misma tensión 3 kV CC o 25 kV CA
  - Hungría - misma tensión 25 kV AC (en los cruces Rusovce-Rajka, Komárno-Komárom y Štúrovo-Szob) o cambio de tensión 3 kV DC/25 kV AC (en los cruces Kechnec-Hidasnémeti y Slovenské Nové Mesto-Sátoraljaújhely)
  - Polonia - misma tensión 3 kV DC
- Ancho de vía de 1.435 mm/1.520 mm
  - Ucrania - tensión 3 kV DC